# The Best of Tubular Bells
The Best of Tubular Bells je desáté výběrové album britského multiinstrumentalisty Mika Oldfielda. Bylo vydáno v létě 2001 (viz 2001 v hudbě) a v britském žebříčku prodejnosti hudebních alb se umístilo nejvýše na 60. místě.
Album The Best of Tubular Bells je zajímavé tím, že obsahuje části všech dosud vydaných verzí alba Tubular Bells. Tedy kromě výňatků z originální verze z roku 1973 se na desce The Best of Tubular Bells nachází části z The Orchestral Tubular Bells (1975), koncertní verze z alba Exposed (1979) a skladby z Tubular Bells II (1992), Tubular Bells III (1998) a The Millennium Bell (1999). Výňatky v první polovině alba na sebe plynule navazují, takže vytváří první polovinu „Zvonů“, která je vytvořena z originální verze, orchestrální varianty a nahrávky koncertní. Na výběru úryvků pro toto album se podílel i sám Oldfield.

## Skladby
1. „Tubular Bells – Part 1 (Original Edit)“ (Oldfield) – 4:42
2. „Tubular Bells – Part 1 (Orchestral Edit)“ (Oldfield, úprava: Bedford) – 3:14
3. „Tubular Bells – Part 1 (Original Edit)“ (Oldfield) – 3:47
4. „Tubular Bells – Part 1 (Exposed Edit)“ (Oldfield) – 3:20
5. „Tubular Bells – Part 1 (Original Edit)“ (Oldfield) – 8:29
6. „Tubular Bells – Part 2 „The Caveman Song“ (Original Edit)“ (Oldfield) – 4:47
7. „Tubular Bells – Part 2 (Exposed Edit)“ (Oldfield) – 4:15
8. „Sentinel (Tubular Bells II)“ (Oldfield) – 8:06
9. „The Bell (Tubular Bells II)“ (Oldfield) – 6:55
10. „Far Above the Clouds (Tubular Bells III)“ (Oldfield) – 5:30
11. „The Millennium Bell (The Millennium Bell)“ (Oldfield) – 7:36
12. „Tubular Bells – Part 2 „Sailor's Hornpipe“ (Original Edit)“ (Oldfield) – 1:35